# Grupp 3-element
Grupp 3-element kallas gruppen av grundämnen i periodiska systemet som omfattar följande ämnen:
- Skandium (Sc)
- Yttrium (Y)
- Lutetium (Lu)
- Lawrencium (Lr)